# Chu Sung-Hoon
Chu Sung-Hoon es un deportista surcoreano que compitió en judo. Ganó una medalla de oro en el Campeonato Asiático de Judo de 2001 en la categoría de –81 kg.

## Palmarés internacional
| Campeonato Asiático | Campeonato Asiático   | Campeonato Asiático | Campeonato Asiático |
| Año                 | Lugar                 | Medalla             | Categoría           |
| ------------------- | --------------------- | ------------------- | ------------------- |
| 2001                | Ulán Bator (Mongolia) | Medalla de oro      | –81 kg              |